# Lila Cockrell
Lila May Banks Cockrell (née le 19 janvier 1922 à Fort Worth et morte le 29 août 2019 à San Antonio) est une personnalité politique américaine.

## Biographie
Pendant la Seconde Guerre mondiale, elle sert dans la WAVES de la marine américaine. 
Elle est maire de San Antonio, au Texas, à deux reprises (1975-1981 et 1989-1991).
Elle est présidente des chapitres de Dallas et de San Antonio de la League of Women Voters (LWV) dans les années 1950.
Elle est membre du Temple de la renommée des femmes du Texas.